# Antes de la Navidad
Antes de la Navidad es una miniserie guatemalteca producida por Canal 27 y dirigida por Kike Casasola Briones.

## Argumento
Antonio es un hombre egocéntrico que sacia su ego con éxito laboral, olvidándose de lo más importante, su familia. Está casado con Keyla, una talentosa diseñadora quien mientras trabaja desde casa, cuida a su hijo Mateo. Keyla y Antonio se distancian al extremo de tocar el tema del divorcio. Acto que aprovechará Don Chus, un cristiano nacido de nuevo, para ayudar a esta peculiar pareja.

## Reparto
- Roco Cabrera como Antonio
- Ligia Sandoval como Keyla
- Jesenia Flores como Diana
- Carlos Rafael Echeverría Quintana como Don Chus
- Diego Argueta como Diego
- José Valenzuela como Mateo
- Kathy Delgado Ortega como Martita
- Nacho Ortega como El Coronel
- Alexander Ferrar como Patrick
- Any Bolaños como Sara

## Producción
Las grabaciones comenzaron en septiembre de 2023 y la posproducción duro un año entre noviembre de 2023 a noviembre de 2024. La serie está dirigida por el productor guatemalteco Kike Casasola Briones y el guion fue desarrollado por el guionista Erick Gálvez, este último conocido por escribir para varias películas y ser guionista del programa infantil Chiquirrines Club. La serie fue producida por el pastor Dr. Luis Fernando Solares B. y por la pastora Cony Monroy de Morales.

## Estreno
El 26 de noviembre se realizó la conferencia de prensa donde confirmaron la miniserie, siendo este el primer programa original del Canal 27. La serie se estrenó el 3 de diciembre de 2024 en el canal 27 y en su plataforma digital con cuatro episodios terminando de estrenarse el 24 de diciembre de 2024.